# Anatoli Tókov
Anatoli  Aleksándrovich Tókov (en ruso: Анато́лий Алекса́ндрович То́ков; 17 de febrero de 1990; Tobolsk, República Socialista Federativa Soviética de Rusia, Unión Soviética) es un artista marcial mixto ruso que actualmente compite en la categoría de peso mediano de Bellator MMA.  Tókov ha competido en promociones como M-1 Global, Fight Nights Global, Rizin Fighting Federation y Absolute Championship Akhmat, donde Tókov se convirtió en Campeón de Peso Mediano. Desde el 13 de diciembre de 2022, está en la posición #3 del ranking de peso mediano de Bellator.

## Primeros años
Anatoli Tókov nació el 17 de febrero de 1990, en la ciudad de Tobolsk en la región de Tiumen, hijo de un padre ruso y una madre cabardina. A los 15 años de edad, Tókov comenzó en el combate mano a mano bajo la tutela de Andréi Mijáilovich Sabarov. Sólo 3 años después de comenzar a entrenar, logró una victoria en el campeonato nacional en combate mano a mano. Un año después, decidió mudarse para ganar popularidad en artes marciales. Tókov inicialmente quería entrenar en perseguir una carrera de boxeo; sin embargo, en su ciudad de Tobolsk, sólo el combate mano a mano era una opción.

## Carrera de artes marciales mixtas

### Bellator MMA
En 2017, Tókov firmó un contrato con Bellator MMA e hizo su debut en Norteamérica en febrero, derrotando a Francisco France en Bellator 172 por TKO.
Su segunda pelea en la promoción ocurrió en Bellator 200, venciendo a Vladímir Filipovich por sumisión en menos de un minuto.
Tókov estaba programado para enfrentar a John Salter en Bellator 188 el 16 de noviembre de 2017. Sin embargo, Tókov se retiró de la pelea por una lesión de ACL y fue reemplazado por Jason Radcliffe.
En octubre de 2018, se enfrentó a Aleksandr Shlemenko at Bellator 208. Ganó la pelea por decisión unánime.
El 22 de marzo de 2019, tuvo su cuarta pelea en la promoción en Bellator 218 contra Gerald Harris. Ganó la pelea por sumisión (guillotine choke) en el segundo asalto.
Tókov enfrentó a Hracho Darpinyan en Bellator 229. Ganó la pelea por TKO en el segundo asalto.
Luego de una larga pausa, Tókov regresó el 23 de octubre de 2021 en Bellator 269 contra Sharaf Davlatmurodov. Ganó la pelea por decisión dividida.
Tókov enfrentó a Muhammad Abdullah el 24 de junio de 2022 en Bellator 282. Ganó la pelea por TKO en el primer asalto.
Tókov está programado para enfrentar al campeón Johnny Eblen por el Campeonato Mundial de Peso Mediano de Bellator el 4 de febrero de 2023, en Bellator 290. Perdió la pelea por decisión unánime.

## Campeonatos y logros

### Artes marciales mixtas
- Absolute Championship Akhmat
  - Campeonato de Peso Mediano de ACA (Una vez)
  - Grand Prix de Peso Mediano de ACB de 2015

## Vida personal
Anatoli  y su esposa María tienen dos hijas, Liza and Snezhana. Su hermano menor, Vladímir Tókov, es también un peleador de artes marciales mixtas.
Tiene un maestría, habiéndose graduado del Instituto Pedagógico de Tobolsk en la Universidad de Tiumen.

## Récord en artes marciales mixtas
| Récord profesional | Récord profesional | Récord profesional |
| 33 peleas          | 31 victorias       | 3 derrotas         |
| ------------------ | ------------------ | ------------------ |
| Nocaut             | 17                 | 1                  |
| Sumisión           | 7                  | 0                  |
| Decisión           | 7                  | 2                  |

| Resultado | Récord | Oponente               | Método                              | Evento                                | Fecha                   | Ronda | Tiempo | Localización                            | Notas                                                                                       |
| --------- | ------ | ---------------------- | ----------------------------------- | ------------------------------------- | ----------------------- | ----- | ------ | --------------------------------------- | ------------------------------------------------------------------------------------------- |
| Derrota   | 31–3   | Johnny Eblen           | Decisión (unánime)                  | Bellator 290                          | 4 de febrero de 2023    | 3     | 5:00   | Inglewood, California, Estados Unidos   | Por el Campeonato Mundial de Peso Mediano de Bellator.                                      |
| Victoria  | 31–2   | Muhammad Abdullah      | TKO (golpes)                        | Bellator 282                          | 25 de junio de 2022     | 1     | 2:28   | Uncasville, Connecticut, Estados Unidos |                                                                                             |
| Victoria  | 30–2   | Sharaf Davlatmurodov   | Decisión (dividida)                 | Bellator 269                          | 23 de octubre de 2021   | 3     | 5:00   | Moscú, Rusia                            |                                                                                             |
| Victoria  | 29–2   | Hracho Darpinyan       | TKO (codazos)                       | Bellator 229                          | 4 de octubre de 2019    | 2     | 4:38   | Temecula, California, Estados Unidos    |                                                                                             |
| Victoria  | 28–2   | Gerald Harris          | Sumisión (guillotine choke)         | Bellator 218                          | 22 de marzo de 2019     | 2     | 0:37   | Thackerville, Oklahoma, Estados Unidos  |                                                                                             |
| Victoria  | 27–2   | Alexander Shlemenko    | Decisión (unánime)                  | Bellator 208                          | 13 de octubre de 2018   | 3     | 5:00   | Uniondale, Nueva York, Estados Unidos   |                                                                                             |
| Victoria  | 26–2   | Vladimir Filipovic     | Sumisión Técnica (guillotine choke) | Bellator 200                          | 25 de mayo de 2018      | 1     | 0:56   | London, Inglaterra                      |                                                                                             |
| Victoria  | 25–2   | Francisco France       | TKO (golpes)                        | Bellator 172                          | 18 de febrero de 2017   | 2     | 2:24   | San José, California, Estados Unidos    |                                                                                             |
| Derrota   | 24–2   | Ramazan Emeev          | Decisión (mayoritaria)              | M-1 Challenge 73                      | 9 de diciembre de 2016  | 3     | 5:00   | Nazrán, Rusia                           | Por el Campeonato de Peso Mediano de M-1 Global.                                            |
| Victoria  | 24–1   | Vladimir Filipovic     | Decisión (unánime)                  | Fight Nights Global 50                | 17 de junio de 2016     | 3     | 5:00   | San Petersburgo, Rusia                  | Pelea en peso pactado (190 lbs).                                                            |
| Victoria  | 23–1   | Arbi Aguev             | TKO (golpes)                        | ACB 38                                | 20 de mayo de 2016      | 4     | 4:19   | Rostov del Don, Rusia                   | Ganó el Grand Prix de Peso Mediano de ACB de 2015 por el Campeonato de Peso Mediano de ACB. |
| Victoria  | 22–1   | A.J. Matthews          | KO (puñetazo)                       | Rizin World Grand Prix 2015: Part 1   | 29 de diciembre de 2015 | 1     | 0:55   | Saitama, Japón                          |                                                                                             |
| Victoria  | 21–1   | Adam Zajac             | TKO (golpes)                        | ACB 19                                | 30 de mayo de 2015      | 1     | 2:00   | Kaliningrado, Rusia                     | Semifinales del Grand Prix de Peso Mediano de ACB de 2015.                                  |
| Victoria  | 20–1   | Sergiu Breb            | KO (puñetazo)                       | Steel Battle 2                        | 24 de abril de 2015     | 1     | 4:07   | Stari Oskol, Rusia                      |                                                                                             |
| Victoria  | 19–1   | Maxim Shvets           | Submission (guillotine choke)       | ACB 15                                | 21 de marzo de 2015     | 2     | 2:31   | Nálchik, Rusia                          | Cuartos de final del Grand Prix de Peso Mediano de ACB de 2015.                             |
| Victoria  | 18–1   | Enoc Solves Torres     | TKO (golpes)                        | M-1 Challenge 54                      | 17 de diciembre de 2014 | 3     | 0:53   | San Petersburgo, Rusia                  |                                                                                             |
| Victoria  | 17–1   | Jordan Smith           | Decisión (unánime)                  | Plotforma S-70                        | 9 de agosto de 2014     | 3     | 5:00   | Sochi, Rusia                            |                                                                                             |
| Victoria  | 16-1   | Vadim Feger            | KO (puñetazo)                       | SOMMAF: Steel Battle 1                | 16 de julio de 2014     | 1     | 0:12   | Stari Oskol, Rusia                      |                                                                                             |
| Victoria  | 15–1   | Albert Duraev          | KO (golpes)                         | M-1 Challenge 46                      | 14 de marzo de 2014     | 1     | 3:21   | San Petersburgo, Rusia                  |                                                                                             |
| Victoria  | 14–1   | Reinaldo da Silva      | Decisión (unánime)                  | TFN: Western Siberian Cup             | 1 de febrero de 2014    | 2     | 5:00   | Tiumén, Rusia                           | Pelea en peso pesado.                                                                       |
| Victoria  | 13–1   | Islam Yashaev          | Submission (guillotine choke)       | Vorónezh MMA Federation: Fight Riot 2 | 12 de octubre de 2013   | 2     | 2:14   | Vorónezh, Rusia                         |                                                                                             |
| Victoria  | 12–1   | Adam Polgar            | TKO (retiro)                        | ANMMA: Liberation                     | 5 de agosto de 2013     | 3     | 2:00   | Bélgorod, Rusia                         |                                                                                             |
| Victoria  | 11–1   | Magomed Ismailov       | Submission (kimura)                 | M-1 Challenge 39                      | 23 de mayo de 2013      | 1     | 2:48   | Moscú, Rusia                            |                                                                                             |
| Victoria  | 10–1   | Yuri Shurov            | Decisión (unánime)                  | M-1 Challenge: Grand Finale           | 16 de diciembre de 2012 | 4     | 5:00   | Moscú, Rusia                            |                                                                                             |
| Victoria  | 9–1    | Rustam Gadzhiev        | Submission (choke)                  | M-1 Fighter 2012 Semifinals           | 29 de abril de 2012     | 3     | N/A    | Moscú, Rusia                            |                                                                                             |
| Victoria  | 8–1    | Pavel Pokatilov        | Decisión                            | M-1 Fighter 2012 Quarterfinals        | 22 de abril de 2012     | 2     | 3:00   | Moscú, Rusia                            |                                                                                             |
| Derrota   | 7–1    | Magomed Magomedkerimov | KO (puñetazo)                       | League S-70: First Round              | 22 de diciembre de 2011 | 1     | 1:07   | Volgogrado, Rusia                       | Regreso a peso mediano.                                                                     |
| Victoria  | 7–0    | Artur Korchemny        | KO (puñetazo)                       | TFN: Siberia vs Urals                 | 16 de diciembre de 2011 | 1     | N/A    | Tiumén, Rusia                           | Pelea en peso semipesado.                                                                   |
| Victoria  | 6–0    | Jan Zdansky            | TKO (golpes)                        | M-1 Challenge 28                      | 12 de noviembre de 2011 | 1     | 4:20   | Astracán, Rusia                         |                                                                                             |
| Victoria  | 5–0    | Arsen Magomedov        | TKO (golpes)                        | Corona Cup 2                          | 14 de octubre de 2011   | 1     | 3:14   | Moscú, Rusia                            |                                                                                             |
| Victoria  | 4–0    | Zurab Kurabanov        | KO (golpes)                         | Pankration Cup Of Call 2011           | 12 de febrero de 2011   | 2     | 1:44   | Omsk, Rusia                             | Pelea en peso semipesado.                                                                   |
| Victoria  | 3–0    | Rustam Abdurapov       | Submission (armbar)                 | L-1: Marshal Govorov Memorial 2010    | 25 de diciembre de 2010 | 2     | 0:40   | San Petersburgo, Rusia                  | Pelea en peso mediano.                                                                      |
| Victoria  | 2–0    | Alexey Katukov         | KO (puñetazo)                       | Russian Cities Cup 2010               | 18 de noviembre de 2010 | 2     | N/A    | Lípetsk, Rusia                          | Debut en peso pesado.                                                                       |
| Victoria  | 1–0    | Anatoly Vintovkin      | TKO (golpes)                        | M-1 Challenge: 2009 Selections 9      | 3 de noviembre de 2009  | 2     | 0:59   | San Petersburgo, Rusia                  | Debut en peso mediano.                                                                      |